# Мігель Сейхас
Міге́ль А́нхель Се́йхас Ко́стас (ісп. Miguel Ángel Seijas Cuestas; нар. 20 травня 1930, Монтевідео, Уругвай) — уругвайський академічний веслувальник. Бронзовий призер літніх Олімпійських ігор (1952).
На літніх Олімпійських іграх 1952 року в Гельсінкі (Фінляндія) посів третє місце серед парних двійок у парі з Хуаном Родрігесом (з результатом 7:43.7).
На літніх Олімпійських іграх 1956 року в Мельбурні (Австралія) змагався в парі з Пауло Карвало, проте вибув у першому ж раунді змагань.